# Center for Operations Research and Econometrics

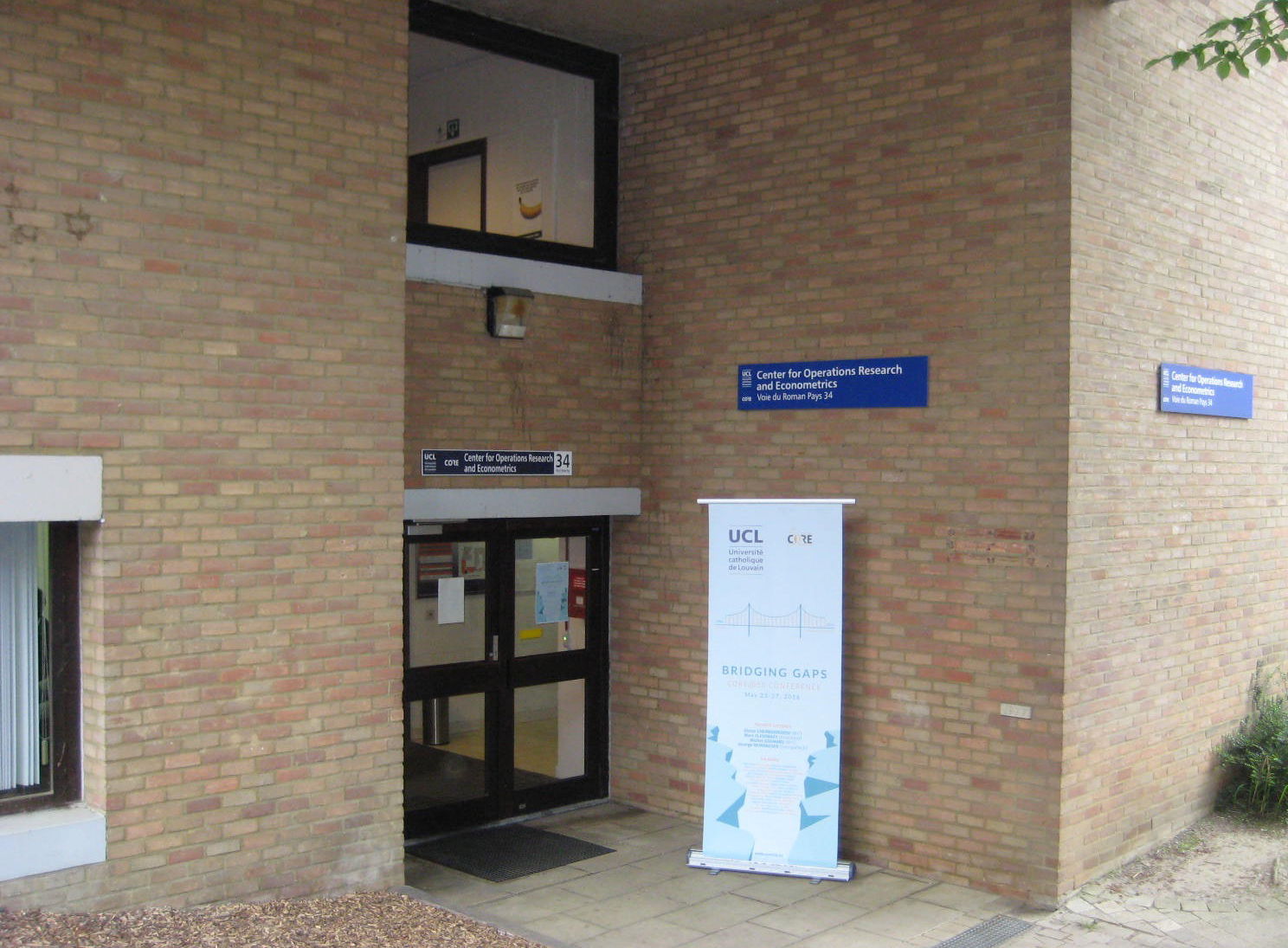
CORE

Das Center for Operations Research and Econometrics (CORE) ist ein interdisziplinäres Forschungsinstitut der Université catholique de Louvain (UCL), das sich in Louvain-la-Neuve, Belgien, befindet. Seit 2010 ist es Teil des Institute for Multidisciplinary Research in Quantitative Modelling and Analysis (IMMAQ), neben dem Institute for Economic and Social Research (IRES) und dem Institute of Statistics, Biostatistics and Actuarial Sciences (ISBA).
CORE integriert die Grundlagenforschung und die angewandte Forschung in den folgenden Schlüsselbereichen: Ökonomie und Spieltheorie, Ökonometrie, quantitative und ökonomische Geografie und Operations Research. Die Forschung an CORE hat zum Ziel, eine theoretische und methodologische Basis zu gestalten, um die Entscheidungsprobleme zu analysieren, die mit der Wirtschaftspolitik und der Verwaltung des öffentlichen und privaten Sektors verbunden sind; die Theorie der Optimierung und der Statistik zu entwickeln, für die Lösung von Design- und Entscheidungsproblemen; und Rechenwerkzeuge (Algorithmen und Software) bereitzustellen.

## Geschichte und internationale Anerkennung
CORE wurde 1966 in Leuven auf Initiative von Jacques Drèze gegründet, der als seinen Gründervater betrachtet wird. Ursprünglich existierte das Zentrum innerhalb der Katholischen Universität von Löwen. Nach seiner Aufteilung 1968 mit der Bindung der niederländischsprachigen Katholieke Universiteit Leuven und der französischsprachigen Université catholique de Louvain verlegte CORE 1977 seinen Sitz nach Louvain-la-Neuve, um sich der letzten Universität anzuschließen.
CORE, deren Schaffung von der Cowles Foundation inspiriert wurde, sowie von den anderen Institutionen, die Jacques Drèze während seiner Forschungsarbeit in den Vereinigten Staaten besucht hatte, hat die ökonomische Modellierung nach Europa gebracht. Als Pionier in diesem Bereich hat CORE die Entwicklung der belgischen und europäischen ökonomischen Forschung stimuliert, die um diese Zeit sehr „lokal“ war. Das Zentrum hat sie durch die aus den Vereinigten Staaten importierten ökonomischen Kenntnisse und Forschungsverfahren modernisiert und zu seiner Internationalisierung beigetragen. Gleichzeitig wurde eine lokale ökonomische Kultur in Europa kreiert, z. B. durch die Ungleichgewichtsökonomie, die als französisches Warenzeichen in der Makroökonomie betrachtet werden kann. Ein weiteres Element der kontinentalen ökonomischen Kultur war die Entwicklung von spezifischen Forschungsverfahren wie Forschungsteams, Mitautorschaft und Peer-Review.
Die Gründung erfolgte 1966. Zum Vergleich zählt das Zentrum heute rund 40 akademische Mitarbeiter einschließlich der emeritierten Professoren (Emeritus), 26 Associate Fellows und Research Associates sowie über 40 Doktoranden und Postdoktoranden.
1967 erhielt CORE eine Fünfjahressubvention von der Ford Foundation, die durch Anziehen von akademischen Mitarbeitern und Gastforschern eine rasante Entwicklung vom Zentrum ermöglicht hat. Diese Forscher, darunter Gérard Debreu, Truman Bewley, Hildegard Dierker, Birgit Grodal, David Schmeidler, Karl Vind und Werner Hildenbrand, haben dazu beigetragen, dass CORE internationale Anerkennung im Bereich der mathematischen Ökonomie erhalten hat. Die Zeit der Ford-Subvention fiel mit der Periode der neowalrasianischen Ökonomie zusammen, die auch die Differenzierung der Disziplinen in Gang gesetzt hat. Während die Forschungsbereiche ursprünglich integriert waren, sind es um diese Zeit die komplementären, aber unabhängigen Disziplinen der mathematischen Ökonomie, des Operations Research und der Ökonometrie entstanden. Nach der Abteilung der Disziplinen wurde die Ungleichgewichtsökonomie der wichtigste und der einflussreichste Forschungsbereich an CORE, der das Zentrum von den US-Praktiken differenzierte und dazu geführt hat, das sich CORE als eine spezifische makroökonomische Schule etabliert hat.
Bevor die Ford-Subvention 1973 beendet wurde, hatte CORE seine fest angestellte akademische Belegschaft bis zu 21 Mitarbeitern, ergänzt durch ungefähr ebenso viele Gastforscher. Der Unterhalt des Zentrums wurde von der Universität übernommen mit externer Finanzierung durch verschiedene Forschungsverträge mit der belgischen Regierung und unterschiedlichen Organisationen. Mit den immer mehr differenzierten Disziplinen haben sich die mathematische Programmierung und die Ökonometrie, ursprünglich Nebenfächer, auch zu wichtigen Forschungsbereichen von CORE entwickelt. Die bayesianische Ökonometrie gehört so auch zu den emblematischen Bereichen des Zentrums, das manchmal die Belgische Bayesianische Schule genannt wird.
Im Jahr 1977 erweiterte CORE durch die Erstellung des European Doctoral Program in Quantitative Economics seine Ausbildungstätigkeiten, woran andere Partner nachher beteiligt wurden. 1985 wurde die Europäische Ökonomische Vereinigung (European Economic Association) gegründet, auf Initiative von Jacques Drèze (der ihr erster Präsident war), Jean Gabszewicz, Louis Phlips, Jacques Thisse und Jean Waelbroeck.
Heute sind die Hauptforschungsbereiche von CORE die Ökonomie, die Spieltheorie, das Operations Research, die quantitative und ökonomische Geographie. Seine Hauptziele umfassen die Förderung von Qualitätsforschung, die Entwicklung von Netzwerkverbindungen für wissenschaftlichen Austausch und Kooperation, die Ausbildung von jungen Doktoranden und Postdoktoranden sowie die Bereitstellung von wissenschaftlichen Kenntnissen für Experten und Geschäftsleute im privaten und öffentlichen Sektor.

## Personal
Das Stammpersonal von CORE besteht üblicherweise aus etwa 40 akademischen Mitarbeitern, die von der Université catholique de Louvain und von anderen belgischen und manchen benachbarten ausländischen Universitäten kommen (Katholieke Universiteit Leuven, Université libre de Bruxelles, Université Saint-Louis – Bruxelles, Université de Liège, Université de Mons, Université de Namur, Universiteit Maastricht, Université de Lille  und Université du Luxembourg), sowie aus mehreren administrativen Mitarbeitern.
Alljährlich empfängt CORE durchschnittlich 25 Forscher, die ins Zentrum mit Langzeitbesuchen kommen. Dazu gehören zwei Kategorien von Gastforschern, Associate Fellows und Research Associates, die an CORE jeweilig auf wöchentlicher und jährlicher Basis arbeiten. Sie werden für die Dauer von zwei Jahren ernannt, vorbehaltlich der Unterstützung von zwei CORE-Mitgliedern, mit der Möglichkeit diese Dauer zu verlängern. Die Associate Fellows und Research Associates werden aufgefordert, sich an allen CORE-Aktivitäten zu beteiligen, einschließlich der wissenschaftlichen Projekte, Seminare und Publikationen. Jährlich bekommen mehrere Research Fellows Postgraduiertenstipendien von CORE, die auf wettbewerblicher Grundlage für die Dauer von einem bis zu drei Jahren verteilt sind. Im Rahmen seiner Postgraduiertenausbildung empfängt das Zentrum jährlich etwa 30 Doktoranden. Zusätzlich zu den längeren Aufenthalten lädt CORE regelmäßig Kurzzeitbesucher ein, die für die Zeit von manchen Tagen bis zu mehreren Wochen ins Zentrum kommen.
Mit seinen aus Institutionen in der ganzen Welt kommenden Mitgliedern und Gastforschern und jedem dritten von externen Forschern ernannten Forschungsdirektor ist CORE durch eine internationale Arbeitsumgebung gekennzeichnet und schenkt eine besondere Bedeutung den Forschungsnetzwerkverbindungen.

## Forschung
Die Hauptforschungsbereiche von CORE sind: Ökonomie und Spieltheorie, Ökonometrie, quantitative und ökonomische Geografie und Operations Research.

### Ökonomie und Spieltheorie
Zu den wichtigsten an CORE erschlossenen Forschungsfeldern gehören traditionell die allgemeine Gleichgewichtstheorie (Unsicherheit, unvollständige Märkte, Gleichgewichtsberechnung, Nicht-Konvexitäten im Produktionssektor, die Einführung von Geld, Preisgleichgewicht, das Studium der Arbeitslosigkeit), die Industrieökonomie, die politische Ökonomie, die räumliche Ökonomie, die öffentliche Ökonomie, die Umweltökonomie, die Entscheidungstheorie, die Makroökonomie sowie die nicht-kooperative und kooperative Spieltheorie (Gleichgewichtskonzepte, Unsicherheit, kooperative Lösungen). Die aktuelle Forschung in diesem Bereich umfasst theoretische, angewandte und empirische Entwicklungen. Ihr Ziel ist eine theoretische Basis zur Lösung von Problemen zu bieten, die mit der Marktregulierung und der Organisation des öffentlichen Sektors in Verbindung stehen. Die derzeitigen Forschungsfelder enthalten die industrielle Organisation, die öffentliche Ökonomie und die politische Ökonomie, die Umweltökonomie, die Wohlfahrtsökonomie und die Sozialwahltheorie, die allgemeine Gleichgewichtstheorie und verschiedene spieltheoretische Themen.

### Ökonometrie
Die Forschung im Bereich der Ökonometrie an CORE zielt darauf ab, quantitative Modelle sowie statistische und computergestützte Methoden zu entwickeln, die für die Bearbeitung von ökonomischen Daten geeignet sind. Zu den wichtigsten Beiträgen von CORE zur Ökonometrie gehören die bayesianische Schätzung von Systemen gleichzeitiger Gleichungen (Methoden der bayesianischen Inferenz werden in der Forschung an CORE weit verwendet) und die Konzepte der schwachen und der starken Exogenität, die in der statistischen Inferenz eingesetzt werden. Weitere bedeutsame Forschungsfelder umfassen die Finanzökonometrie mit solchen Themen wie die Mikrostruktur von Finanzmärkten oder Volatilitätsmodelle und die strukturelle Ökonometrie. Die derzeitigen Ökonometrie-Forschungsgebiete sind Finanzökonometrie, die Zeitreihenökonometrie und bayesianische Methoden.

### Operations Research
Die Forschung in diesem Bereich ist mit der Optimierung und der mathematischen Programmierung verbunden. Zu den wichtigsten Beitragsgebieten gehören die diskrete Optimierung, die ganzzahlige Programmierung und die konvexe Optimierung. Die Forschungsthemen umfassen auch große Energieinvestitionen, Elektrizitätsübertragung und Elektrizitätsmärkte, das Design und die Regulierung vom Europäischen Markt sowie Supply-Chain-Management. Die Operations Research steht in enger Verbindung mit der ökonomischen Geographie, durch die Verwendung von Methoden der mathematischen Programmierung für die Lösung von Standortentscheidungsproblemen. Die derzeitigen Operations-Research-Forschungsgebiete enthalten die Modellierung und die Lösung von Problemen der industriellen Ökonomie, die diskrete Optimierung, die nicht-lineare und lineare Optimierung und Gleichgewichtsberechnungen.

### Quantitative und ökonomische Geographie
Die Forschung im Bereich der Geographie an CORE steht in engem Zusammenhang mit der Ökonomie, z. B., das gemeinsame Studium des Standorts von menschlichen Aktivitäten und ihres Umweltfußabdrucks. Sie konzentriert sich auf die Gebiete der quantitativen und ökonomischen Geographie und findet Anwendung in der Politik der Landnutzungsplanung. Die derzeitigen Geographie-Forschungsfelder umfassen die Standortzuordnungsmodelle, die Verkehrsgeographie und die nachhaltige Mobilität, die räumlichen quantitativen Analysen, die Humangeographie und die ökonomische Geographie.

## Lehrstühle und wissenschaftliche Projekte
Jährlich werden etwa 30 wissenschaftliche Projekte an CORE entwickelt. Sie werden durch Subventionen und Verträge vom privaten und öffentlichen Sektor finanziert, worunter die Belgische Föderale Regierung, z. B., das Amt für Belgische Föderale Wissenschaftspolitik, die Stiftung für Wissenschaftliche Forschung (FNRS), die Französische Gemeinschaft Belgiens, die Europäische Kommission, z. B., der Europäische Forschungsrat, Forschungsrahmenprogramme, COST Aktionen, verschiedene belgische und ausländische öffentliche Institutionen, private Unternehmen usw.
An CORE gibt es momentan drei Forschungsaufträge:
- ENGIE Chair in Energy Economics and Energy Risk Management, der von ENGIE finanziert wird und Forschung im Bereich des Risikomanagements auf Energiemärkten unterstützt.[1][3]
- GSK Vaccines Chair in Strategic Sourcing and Procurement, der von GSK Vaccines, Belgien finanziell gefördert wird und Forschungs-, Unterrichts- und Netzwerkaktivitäten im Bereich der strategischen Beschaffung umfasst, sowohl in theoretischer als auch in praktischer Hinsicht.[1][4]
- Chair Lhoist Berghmans in Environmental Economics and Management mit Unterricht und Forschung, die die Kosten-Nutzen-Analyse der Anwendung von alternativen Technologien in der Industrie und die Bewertung der Auswirkung von industriellen Aktivitäten auf die Umwelt und den Lebensstandard zum Ziel haben.[1]

## Doktorandenprogramme
CORE nimmt regelmäßig etwa 30 Doktoranden auf, die Forschung unter der Aufsicht seiner Mitglieder durchführen. Durchschnittlich werden rund sieben Dissertationen an CORE jährlich fertiggestellt mit noch etwa 25 im Gange. Die Betreuung erfolgt im Rahmen der Doktorandenprogramme von verschiedenen UCL-Abteilungen, die mit den CORE-Forschungsbereichen verbunden sind, sowie der folgenden interinstitutionellen Doktorandenprogramme:
- Das European Doctoral Program in Quantitative Economics (EDP) wurde in 1977 von CORE kreiert und ist gemeinsam von den folgenden Institutionen veranstaltet: Université catholique de Louvain (Belgien), École des Hautes Études en Sciences Sociales (Frankreich), Rheinische Friedrich-Wilhelms-Universität Bonn (Deutschland), European University Institute (Italien), Universitat Pompeu Fabra Barcelona (Spanien), London School of Economics and Political Science (Vereinigtes Königreich) und Tel Aviv University (Israel) als Austauschpartner. Das Programm umfasst die Bereiche der Ökonometrie, der Ökonomie und der Spieltheorie.[1][5] In 2008 nahm es den dritten Platz unter den europäischen Doktorandenprogrammen ein.[6]
- Das European Doctorate in Economics Erasmus Mundus (EDEEM) verbindet die folgenden Institutionen: Universität Bielefeld (Deutschland) als Koordinator, Universiteit van Amsterdam (Holland), Universidade Nova de Lisboa (Portugal), Université catholique de Louvain (Belgien), Université Paris 1 Panthéon-Sorbonne (Frankreich), École des Hautes Études en Sciences Sociales (Frankreich), Università Ca’Foscari Venezia (Italien) sowie akademische und nicht-akademische Partner. Das Programm akzeptiert Studenten unterschiedlicher Fachrichtungen, obwohl starkes Interesse an Ökonomie und Mathematik und Kenntnisse in diesen Bereichen sehr wünschenswert sind.[1][7]

## Wissenschaftliche Veranstaltungen
Derzeit finden acht regelmäßige Seminare an CORE statt, darunter die drei traditionellen wöchentlichen Seminare in Ökonometrie, Ökonomie und Operations Research und ein Seminar von ECORES, einem gemeinsamen Verein von CORE (Université catholique de Louvain), ECARES (Université libre de Bruxelles) und CES (Katholieke Universiteit Leuven).
Unter den von CORE organisierten wissenschaftlichen Veranstaltungen gibt es auch regelmäßige Doktoranden-Workshops, wo Doktoranden ihre geleisteten und laufenden Forschungsprojekte präsentieren können, und Vortragsreihen (CORE Lecture Series) von anerkannten Wissenschaftlern aus belgischen und ausländischen akademischen Einrichtungen, die ins Zentrum eingeladen sind, um zu mit seinen Forschungsfeldern verbundenen Themen Vorträge zu halten.
CORE (mit)organisiert häufig unterschiedliche wissenschaftliche Veranstaltungen auf lokaler und internationaler Ebene, die sowohl an CORE als auch an anderen Institutionen in Belgien und im Ausland stattfinden: Konferenzen, Versammlungen, Workshops, Foren, Schulen usw. CORE-Mitglieder nehmen regelmäßig an externen Seminaren, Konferenzen und Treffen teil, in den meisten Fallen um eine Arbeit zu präsentieren, und werden von anderen Einrichtungen zu akademischen Aufenthalten und Besuchen eingeladen.

## Publikationen
An CORE werden derzeit drei wissenschaftliche Schriftenreihen herausgegeben:
- CORE Discussion Papers

Die Discussion Papers-Reihe umfasst die Papiere die von allen CORE-Mitgliedern oder Besuchern während ihres Aufenthalts an CORE verfasst sind und bis zur Veröffentlichung in Wissenschaftszeitschriften zur Diskussion zur Verfügung stehen.
- CORE Reprints

Zu der CORE Reprints-Reihe gehören alle veröffentlichten Beiträge von CORE-Mitgliedern und Besuchern.
- CORE Lecture Series

Diese Reihe wurde 1987 kreiert, zusammen mit der CORE-Stiftung, einer privat finanzierten internationalen wissenschaftlichen Vereinigung, die zum Ziel hat, Forschung in Ökonometrie, Operations Research und Ökonomie sowie wissenschaftliche Zusammenarbeit und Ausbildung in diesen Bereichen zu fördern. Die CORE Lecture Series besteht aus den Präsentationen von anerkannten Wissenschaftlern, die ins Zentrum eingeladen werden, um Vorträge zu mit CORE-Forschung verbundenen Themen zu halten.
Neben den CORE Discussion Papers und Reprints sind CORE-Mitglieder und Besucher an der Erarbeitung von verschiedenen externen wissenschaftlichen Papieren beteiligt, darunter Zeitschriftenpublikationen: Mimeos, Manuskripte, Reviews, Forschungsschriften, Arbeits- und Diskussionspapiere, Tagungsberichte, Vortragsskripten, Anleitungen, Fachberichte usw. Ebenfalls werden jährlich mehrere Bücher und edierte Bücher sowie Zeitungsartikel von CORE-Forschern herausgegeben. CORE-Mitglieder und Besucher sind gleichfalls an unterschiedlichen redaktionellen Tätigkeiten beteiligt und arbeiten als Chefredakteure, Redaktionsmitglieder und Mitglieder des wissenschaftlichen Ausschusses, Redakteure, Mitredakteure, eingeladene Redakteure usw. von verschiedenen wissenschaftlichen Zeitschriften.

## Preise und Auszeichnungen
Unter den von CORE-Mitgliedern erhaltenen wissenschaftlichen Ehrungen befinden sich: Lanchester-Preis, Francqui-Preis, Francqui Chair, EURO Gold Medal, Doktorat Honoris Causa, Dantzig-Preis, John-von-Neumann-Theorie-Preis, European Prize in Regional Science, Robert C. Witt Award, De la Vega Prize, Walter Isard Award, Kulp-Wright Book award, Wernaers Prize, Social Choice and Welfare Prize, Emile de Laveleye Prize, William Alonso Memorial Prize, Ferdinand de Lesseps Prize, Risques–Les Echos Prize, SIAM Activity Group on Optimization Prize usw., verschiedene Dissertationsauszeichnungen (Savage Award, Ernst Meyer Prize, Sogesci-BVWB Prize, Orgel Award usw.) sowie (Ehren)Mitgliedschaften in unterschiedlichen Forschungseinrichtungen, akademischen und anderen Institutionen.

## Einige anerkannte CORE-Forscher
Zu den namhaften Forschern, die an der Arbeit an CORE durch Besuche, Publikationen und Teilnahme an Seminaren und Konferenzen beteiligt sind, gehören unter anderem: Kenneth Arrow, Robert Aumann, Claude d’Aspremont, Gérard Debreu, Marc Fleurbaey, John Geanakoplos, Michel Goemans, Christian Gouriéroux, Patrick Harker, Werner Hildenbrand, Matthew Jackson, Thomas Magnanti, François Maniquet, Eric Maskin, Franco Modigliani, Roger Myerson, George Nemhauser, Arkadi Nemirovski, Juri Nesterow, Ariel Rubinstein, Thomas Sargent, Reinhard Selten, Lloyd Shapley, Joseph Stiglitz, Jacques-François Thisse, Jean Tirole und Laurence Wolsey.